# Hoya krohniana
Hoya krohniana är en oleanderväxtart som beskrevs av Kloppenb. och Siar. Hoya krohniana ingår i släktet Hoya och familjen oleanderväxter. Inga underarter finns listade i Catalogue of Life.